# Бенето
Бенето (фр. Bennetot) насеље је и општина у северној Француској у региону Горња Нормандија, у департману Приморска Сена која припада префектури Авр.
По подацима из 2011. године у општини је живело 186 становника, а густина насељености је износила 40,61 становника/km². Општина се простире на површини од 4,58 km². Налази се на средњој надморској висини од 121 метар (максималној 131 m, а минималној 97 m).

## Демографија
| 1962. | 1968. | 1975. | 1982. | 1990. | 1999. | 2011. |
| ----- | ----- | ----- | ----- | ----- | ----- | ----- |
| 143   | 148   | 105   | 113   | 97    | 127   | 186   |

График промене броја становника у току последњих година